# Puente Jules Wijdenbosch
El puente Jules Wijdenbosch (en neerlandés: Jules Wijdenboschbrug), también llamado puente de Surinam, es un puente que cruza el río Surinam localizado entre la capital Paramaribo y Meerzorg, en el distrito de Commewijne.  El puente forma parte del enlace entre Oriente y Occidente, y lleva el nombre del expresidente Jules Wijdenbosch.  Fue construido por el constructor neerlandés Ballast-Nedam, el puente tiene dos carriles, tiene una longitud de 1504 m y fue inaugurado el 20 de mayo de 2000.
|                        |
| Vista aérea del puente |

|                              |
| El puente desde la carretera |

|                         |
| En construcción (1999). |